# Antea (investeringsmaatschappij)
Antea Participaties is een Nederlandse investeringsmaatschappij, gevestigd in Den Haag. Het verstrekt met participaties van particuliere investeerders risicodragend vermogen aan ondernemingen in het midden- en kleinbedrijf.
In april 1999 richtte directeur Robert De Boeck het bedrijf op. Het heeft een beheerd vermogen van 60 miljoen euro. Voor de investeringen krijgt Antea zeggenschap in de onderneming door met een of twee plaatsen zitting te nemen in de raad van commissarissen van de onderneming waarin het investeert.
In 2014 had Antea vijf investeringsfondsen, in 2017 richtte Antea haar achtste fonds op. Elk fonds heeft een raad van commissarissen, bestaande uit investeerders.
In 2019 investeerde het bedrijf in horeca-inrichter Horequip uit Steenwijk.
Investeringen betreffen onder meer boekingwebsite weekendjeweg.nl (derde fonds), automatiseringsbedrijf Cat Logic (eerste fonds (1995), en in vijfde fonds), uitzendbureau Capacity (vijfde fonds).